# Прудские Телятники
Прудские Телятники — деревня Щетининского сельского поселения Михайловского района Рязанской области России.

## Население
| 2010 |
| ---- |
| 102  |